# Bistum Teófilo Otoni

Regional CNBB Leste 2.

Das Bistum Teófilo Otoni (lateinisch Dioecesis Otonipolitana, portugiesisch Diocese de Teófilo Otoni) ist eine in Brasilien gelegene römisch-katholische Diözese mit Sitz in Teófilo Otoni im Bundesstaat Minas Gerais.

## Geschichte
Papst Johannes XXIII. gründete es am 27. November 1960 aus Gebietsabtretungen des Bistums Araçuaí und unterstellte es dem Erzbistum Diamantina als Suffragandiözese. 

Bistum Teófilo Otoni.

Am 28. März 1981 verlor es einen Teil seines Territoriums an das Bistum Almenara.

## Bischöfe von Teófilo Otoni
- Quirino Adolfo Schmitz OFM (22. Dezember 1960–3. August 1985)
- Fernando Antônio Figueiredo OFM (3. August 1985–15. März 1989, dann Bischof von Santo Amaro)
- Waldemar Chaves de Araújo (18. November 1989–26. Juni 1996, dann Bischof von São João del Rei)
- Diogo Reesink OFM (25. März 1998–25. November 2009)
- Aloísio Jorge Pena Vitral (25. November 2009–20. September 2017, dann Bischof von Sete Lagoas)
- Messias dos Reis Silveira (seit 14. November 2018)